# Pierre Baudeau
Pour les articles homonymes, voir Baudeau.
Pierre Baudeau (1643–1708) était chirurgien en Nouvelle-France. Il arriva au Canada en 1692, remplaçant Michel Sarrazin dans sa position de médecin à Québec.
Il est reconnu par les écrits de Louis de Buade de Frontenac, gouverneur de la Nouvelle-France, qu'il avait une grande appréciation de Baudeau. Il était très actif à l'Hôtel-Dieu de Québec durant son séjour au Canada.
Pierre Baudeau mourut à Montréal et fut inhumé à la basilique Notre-Dame de Montréal le 4 novembre 1708.